# Kamov Ka-35
Kamov Ka-35 (rusky: Камов Ка-35) byl projekt sovětského těžkého transportního konvertoplánu navržený konstrukční kanceláří Kamov. Šlo o hornoplošník, který měl dva hlavní rotory přibližně v polovině každé části nosného křídla a proudové motory u kořene křídel v blízkosti trupu. Podvozek byl zatahovací tříbodový příďového typu. Projekt nepřesáhl fázi studie.